# 9713 Oceax
9713 Oceax (1973 SP1) là một Trojan của Sao Mộc được phát hiện ngày September 19th, 1973, bởi Cornelis Johannes van Houten, Ingrid van Houten-Groeneveld, and Tom Gehrels ở Đài thiên văn Palomar. 9713 Oceax orbits the sun ở L4 Lagrangian point of Jupiter’s orbit.